# Villa Griffone

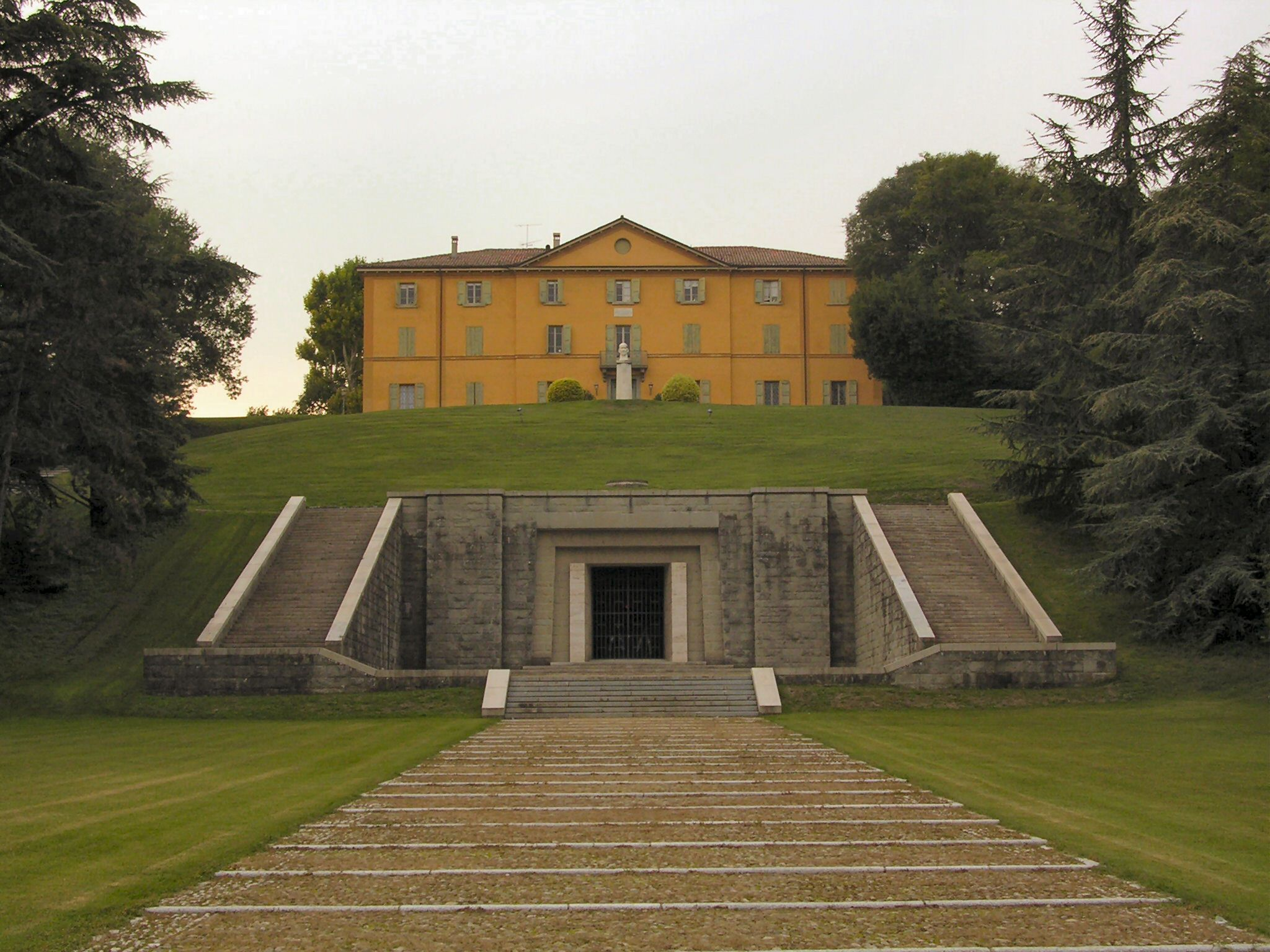
Villa Griffone

Die Villa Griffone bezeichnet einen Landsitz in der Emilia-Romagna. In dem kleinen Ort Pontecchio Marconi zwischen Bologna und Sasso Marconi gelegen, erlangte sie als Geburtsort des italienischen Funkpioniers Guglielmo Marconi besondere Bedeutung. Vom Obergeschoss des Hauses unternahmen Guglielmo und sein Bruder Alfonso ab 1895 die ersten Versuche mit Funkwellen. Die Villa und das Grundstück sind heute im Besitz der Fondazione Guglielmo Marconi. Dort befindet sich das Museo Marconi mit der Bigazzi-Collection historischer Funkgeräte und einer über 2700 Bücher umfassenden Bibliothek. Die Villa und das Museo Marconi können nach vorheriger Absprache und Terminvereinbarung besichtigt werden.

## Geschichte
Um 1600 wurde auf dem Grundstück erstmals ein einfaches Gebäude errichtet. Nach dem Erbauer Griffoni wird es Villa Griffone genannt. Später ging das Anwesen an eine Familie Patuzzi über, bis es im Jahr 1849 von Marconis Vater Giuseppe erworben wurde. Die Familie Marconi besitzt noch weitere Liegenschaften in Florenz und Livorno. Als Guglielmo Marconi 1937 verstarb, wurde ihm ein Mausoleum errichtet, es wurde 1941 eingeweiht und beherbergt die Sarkophage von Guglielmo und seiner zweiten Frau Maria Cristina Bezzi Scali. Nach 1945 war die Villa in einem sehr schlechten Zustand, Gebäude und Inventar waren stark in Mitleidenschaft genommen. Die Fondazione Guglielmo Marconi (FGM) erwarb das Landgut und renovierte es aufwendig. Die Villa liegt in der hügeligen Landschaft an einem Abhang, und vom Haus aus blickt man ins Tal zur Via Porrettana. Zum Grundstück gehören ein größeres Parkgelände und ein kleines Nebengebäude.

## Die Villa
Die besondere Bedeutung dieses Hauses steht im Zusammenhang mit der Entwicklung der drahtlosen Nachrichtentechnik durch Guglielmo Marconi. Sein Vater betrieb im Wohnhaus eine Seidenraupenzucht. Im Obergeschoss des Hauses richtete sich sein Sohn ein Labor ein, in dem er seine elektrischen Versuchen durchführen konnte. Guglielmo war von der Elektrizität fasziniert, beteiligte sich an Wettbewerben zur Verbesserung von Batterien, bis er ab 1895 mit seinen Funkversuchen anfing. Da in Italien zunächst kein Interesse an seinen Arbeiten bestand, ging er für rund 13 Jahre nach England. Das Anwesen blieb im Besitz der Familie Marconi und Guglielmo kehrte später hierher zurück.

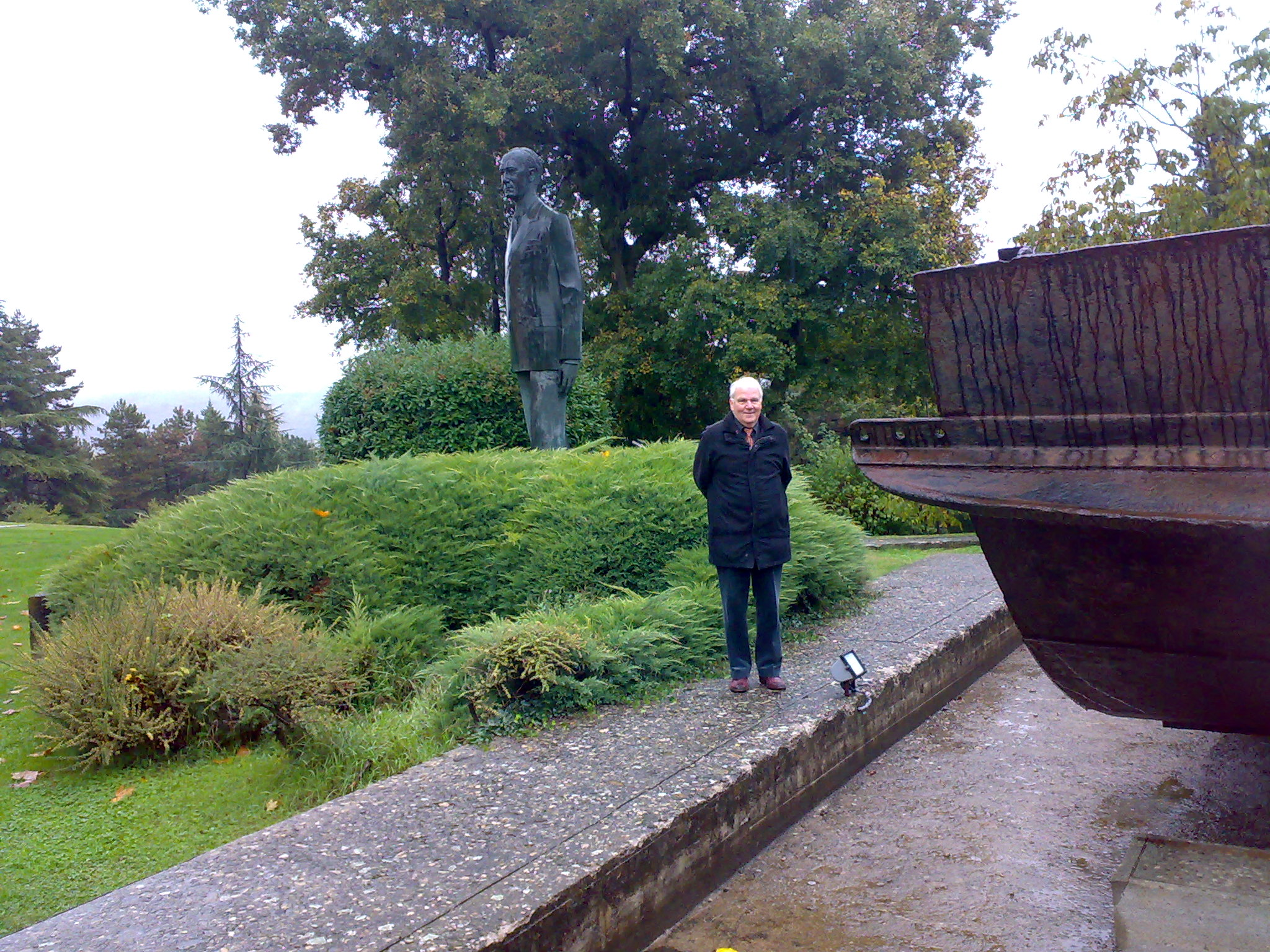
Bronzestatue G. Marconi und Bodensegment der Jacht Elettra

Heute befindet sich in der Villa der Hauptsitz der Fondazione Guglielmo Marconi. Über die Stockwerke verteilt kann man die Sammlung historischer Funkgeräte sehen, die größtenteils noch funktionstüchtig sind. Im Obergeschoss befindet sich ein Hörsaal für Vorträge und Tagungen. Die Universität Bologna veranstaltet hier Seminare für ihre Studenten. Dem Museum ist ein Buchladen angeschlossen.
Im Garten stehen die Bronzestatue Marconis von Antonio Berti und ein Bodensegment von Marconis Yacht Elettra, des schwimmenden Funklabors. Selbst nach 100 Jahren werden in der Außenanlage von Zeit zu Zeit noch Metallteile gefunden, die einst von Marconi verwendet wurden.